# Воздушный змей
Воздушный змей — летательный аппарат, удерживаемый с земли при помощи верёвки (леера) и поднимаемый за счёт силы ветра.

## История
Первые упоминания о воздушных змеях как летательных устройствах встречаются в V веке до нашей эры, они связаны с именем Лу Баня — ремесленника и изобретателя, который строил в том числе "деревянных птиц". В Китае воздушные змеи часто внешне подобны образу мифического бескрылого дракона.
Примерно в XII—XIII веках в Европе впервые узнали о широком применении в китайской и монгольской армиях (для устрашения противника и в качестве сигнальных средств) — привязных летательных аппаратов особой конструкции — внешне подобных сказочным существам — «летающим драконам» — (в виде бескрылой толстой змеи с короткими лапами и зубастой пастью), использующих для полёта аэродинамический принцип создания подъёмной силы — впервые созданных в Китае и заимствованных в Монголии. Наиболее сложные в конструктивном отношении «драконы» представляли собой наполняющиеся ветром, полые длинные оболочки сложной конфигурации, подкреплённые лёгким каркасом. Технология изготовления и техника применения «драконов» была отработана на высоком уровне. От воздушных «драконов» впоследствии произошло имя нарицательное «воздушный змей» для всех — аналогичных по принципу создания подъёмной силы привязных летательных аппаратов, различного конструктивного исполнения — создаваемых в XIII—XIV веках и в последующие времена
Долгое время змеи не находили практического применения. Со второй половины XVIII века их начинают широко использовать при проведении научных исследований атмосферы. В 1749 году А. Вильсон с помощью воздушного змея производил измерение температуры воздуха на высоте. В 1752 году Б. Франклин провёл эксперимент, в котором с помощью змея выявил электрическую природу молнии и впоследствии благодаря полученным результатам изобрёл громоотвод. М. В. Ломоносов проводил аналогичные эксперименты и независимо от Франклина пришёл к тем же результатам.
Проводившиеся опыты по исследованию атмосферного электричества были чрезвычайно опасными. 26 июня 1753 года при запуске змея в грозу погиб коллега Ломоносова, академик Г. В. Рихман.
В XIX веке змеи также широко применялись для метеорологических наблюдений.
В начале XX столетия воздушные змеи внесли свою лепту в создание радио. А. С. Попов использовал змеи для подъёма антенн на значительную высоту. Позже змеями комплектовались спасательные шлюпки — с помощью летающих конструкций можно было поднять антенну от радио на большую высоту, чтобы увеличить радиус действия.
Важно отметить использование воздушных змеев при разработке первых самолётов. В частности, А. Ф. Можайский, прежде чем начать строительство своего самолёта, провёл серию испытаний с воздушными змеями, которые тянула упряжка лошадей. На основании результатов этих испытаний были выбраны размеры самолёта, которые должны были обеспечить ему достаточную подъёмную силу.
Практические возможности воздушного змея привлекали внимание военных. В 1848 г. К. И. Константинов разработал систему спасения судов, терпящих бедствие вблизи берега, с помощью воздушных змеев. Во время первой мировой войны войска различных стран применяли змеи для подъёма на высоту наблюдателей-корректировщиков артиллерийского огня, разведки вражеских позиций.
Начиная с 1985 года, второе воскресенье октября отмечается Всемирный день воздушных змеев (англ. World Kite Day).

## Применение

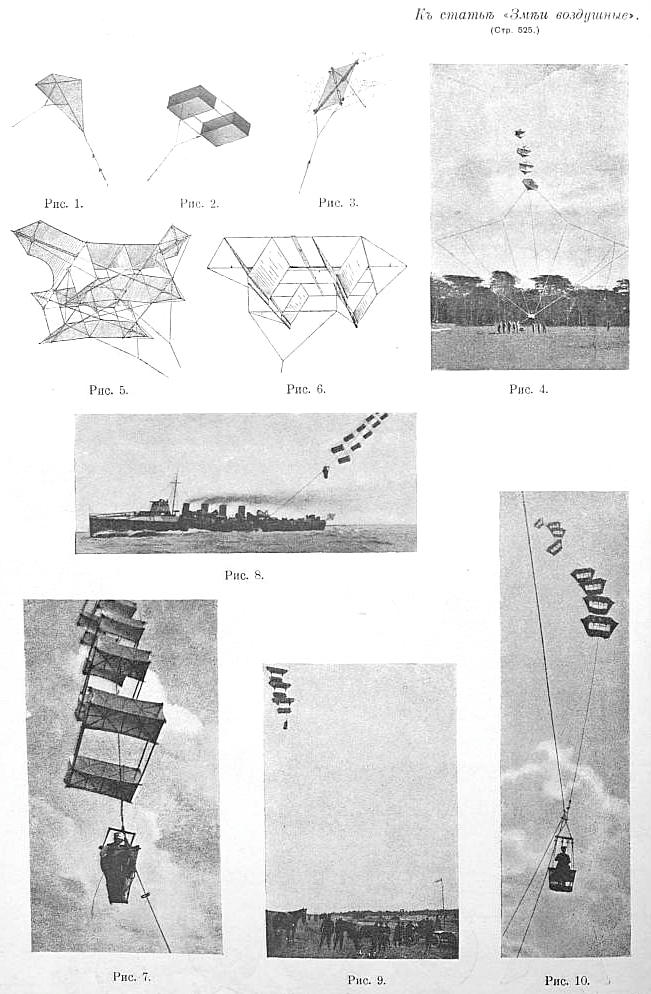
Рис. из статьи «Змеи воздушные»
(«Военная энциклопедия Сытина»)

В конце XIX — начале XX веков воздушных змеев применяли для метеорологических исследований верхних слоёв атмосферы, фотографирования местности, в военном деле, в спортивных целях и так далее. С развитием воздухоплавательных и авиационных летательных аппаратов воздушные змеи стали применять исключительно в развлекательных и спортивных целях.
В конце XIX в. ÷ начале XX вв. (вплоть до широкого внедрения гидросамолётов) воздушные змеи, способные подниматься на высоту до 1000 фут. (300 м), применялись в военных флотах ряда государств, в качестве вспомогательного средства при ведении разведки и дозора. Змей оказался весьма эффективным на море, где условия для его запуска являются наиболее благоприятными; даже при очень слабом ветре судно может запустить змей, дав соответствующий ход; змей портативен и лёгок, поэтому им могут снабжаться самые мелкие суда. На море змей и воздушный шар дополняли друг друга; при сильном ветре, когда шар сильно кренится и раскачивается — вести наблюдение с него крайне неудобно; запуск змея наиболее удобен при ветре; при полном безветрии запуск змея затруднён, а шар поднимается лучше всего в штиль. При благоприятных погодных условиях по видимости, змей и шар обеспечивали скрытность обнаружения и наблюдения неприятельских судов, даже малого размера, при условии, если эти суда значительно крупнее шара и тем более змея. На ровной и однообразной поверхности моря суда выделяются чрезвычайно резко, а дымящие суда могут быть обнаружены с громадных расстояний. Например, с расстояния 35 миль (около 60 вёрст), визуально обнаружить в воздухе шар или змей практически невозможно; с этого же расстояния, вследствие выпуклости земли, невозможно визуально обнаружить судно, с которого шар или змей запущены; при этом неприятельские суда с этого расстояния могут быть обнаружены с высоты полёта змея и шара. Крейсерское судно с запущенным шаром или змеем, держась от противника на установленной дистанции, имело возможность в светлое время суток совершенно скрытно отслеживать все перемещения его судов; змей и шар обеспечивали наблюдение внутренних рейдов (окружённых со стороны моря возвышенными берегами) — выявление наличия и расположения неприятельских судов на рейде; выявление наличие и расположение береговых батарей, в особенности замаскированных — мортирных; высотную корректировку ведения огня силами флота по противнику. Кроме того, опытным путём было установлено, в глубину тем лучше видно, чем выше подымаешься над водой, поэтому предполагалось, что с высоты можно открывать мины и следить за движением подводных лодок. Эффективность использования воздушных шаров и змеев на море оказалась значительно выше, нежели на сухом пути, где неизбежно возникали трудности с выбором подходящего открытого свободного места, где ветер дул бы правильно, и была возможность для разбега — чтобы змей поднялся над местностью. На сухом пути оказалось весьма маловероятно скрытно обнаружить с высоты удалённые, трудно различимые неприятельские объекты легко скрываемые складками местности, строениями и растительностью — размеры которых меньше шара и даже змея (люди, лошади, пушки, палатки), тогда как шар, или змей в небе, выделяясь над местностью видны очень хорошо.
В последние годы развитие получили так называемые пилотажные змеи — воздушные змеи специальной формы, управляемые с помощью двух лееров. Пилотажный змей, в отличие от любого другого, способен к свободному планированию в воздухе, что и обеспечивает его особые свойства. Они предназначены для выполнения комплекса пилотажных фигур различной сложности. Также развивается кайтинг — вид спорта, при котором спортсмен передвигается по местности с помощью воздушного змея.
Применение воздушного змея позволяет использовать недоступные традиционному парусу возможности:
- Значительно большие скорости ветра на высоте.
- Направление ветра на высоте всегда не совпадает с направлением приземного.
- Отсутствие консольно нагруженных элементов конструкции.

Немецкая компания SkySails применила змей в качестве дополнительного источника энергии для грузовых судов, впервые опробовав его в январе 2008 года на судне MS Beluga Skysails. Испытания на этом 55 метровом корабле показали, что при благоприятных условиях расход топлива снижается на 30 %.
По всему миру создаются Клубы и сообщества, объединяющие любителей воздушных змеев, одним из известных является KONE — Клуб Воздушных Змеев Новой Англии, входящий в состав Американской Ассоциации Кайтинга.

## Конструкция
По форме и устройству аэродинамических поверхностей различают:
- одноплоскостные — простейшие конструкции. Обладают невысокой подъёмной силой и малой ветровой устойчивостью. Таким змеям обязательно нужен хвост — шнур с привешенным к нему грузиком.
- многоплоскостные — этажерочные, коробчатые и многоячеечные из отдельных ячеек в форме тетраэдров или параллелепипедов. Коробчатые змеи изобретены Л. Харгравом. Важной их особенностью является высокая устойчивость.
- составные или групповые, состоящие из группы воздушных змеев (т. н. змейковый поезд), соединённых в одну гибкую систему. Змейковые поезда применялись в военном деле, так как при повреждении одного из звеньев происходило лишь уменьшение подъёмной силы и уменьшение высоты подъёма, что позволяло безопасно посадить наблюдателя или продолжать разведку.

Основные конструктивные элементы воздушного змея:
- натянутая на жёсткий каркас или мягкая, без каркаса, поддерживающая (аэродинамическая) поверхность из материи или бумаги;
- наматываемый на лебёдку или катушку леер (пеньковая верёвка, стальной трос, прочная нить);
- уздечка для крепления к воздушному змею леера и органы устойчивости (хвост).

Продольная устойчивость обеспечивается хвостом или формой аэродинамической поверхности, поперечная — килевыми плоскостями, устанавливаемыми параллельно привязному канату, или изогнутостью и симметричностью аэродинамической поверхности. Устойчивость полёта воздушного змея зависит также от положения центра тяжести змея.

### Каркасные
Поддержание формы такого змея обеспечивается каркасом из реек.

#### Плоский

##### Неуправляемый
Простейшая в изготовлении конструкция, чем объясняется её популярность. Состоит из трёх скреплённых между собой планок (две по диагоналям змея и одна — по его верхней стороне), приклеенных к листу плотной бумаги. Уздечка такого змея состоит из трёх нитей, две из них прикрепляются к концам верхней планки, третья — к центру змея. Длина верхней части уздечки такова, что её нити точно укладываются по диагональным планкам, длина третьей нити составляет половину высоты змея. Для обеспечения устойчивости следует слегка стянуть верхнюю планку нитью, придав ей форму дуги. Также плоскому змею обязательно нужен хвост. Длина его подбирается при запусках опытным путём — змей не должен раскачиваться из стороны в сторону при отсутствии сильных порывов ветра. Обычно длина хвоста для змея размерами 40 на 60 см составляет 2 — 2.5 метра. На хвост следует привесить небольшой грузик.

##### Управляемый
Управляемые плоские змеи (также как и кайты, см. ниже) бывают дву- и четырёхстропными. Среди таких змеев выделяют класс спортивных змеев для выполнения различных трюков. Классический спортивный змей имеет дельтовидную форму и управляется при помощи двух строп.

#### Коробчатый
Основой коробчатого змея является каркас из реек квадратного сечения (6 мм): четырёх продольных лонжерона (длиной 710 мм) и двух крестовин из пары с длинами 700 мм и 470 мм. Лонжероны соединяются с крестовинами на расстоянии 105 мм от конца. Обтягивается змей полосами (шириной 200 мм) микалентной бумагой или лавсановой плёнкой; приклеить к лонжеронам. Уздечка коробчатого змея состоит из трёх нитей, прикреплённых к одному из рёбер: двух одинаковых (длиной 210 мм) по краям верхней коробки и третья (430—450 мм: подбирается для получения оптимального угла атаки змея) — к внутреннему краю нижней коробки; полезно параллельно третьей нити закрепить резиновую нить для амортизации резких порывов ветра.

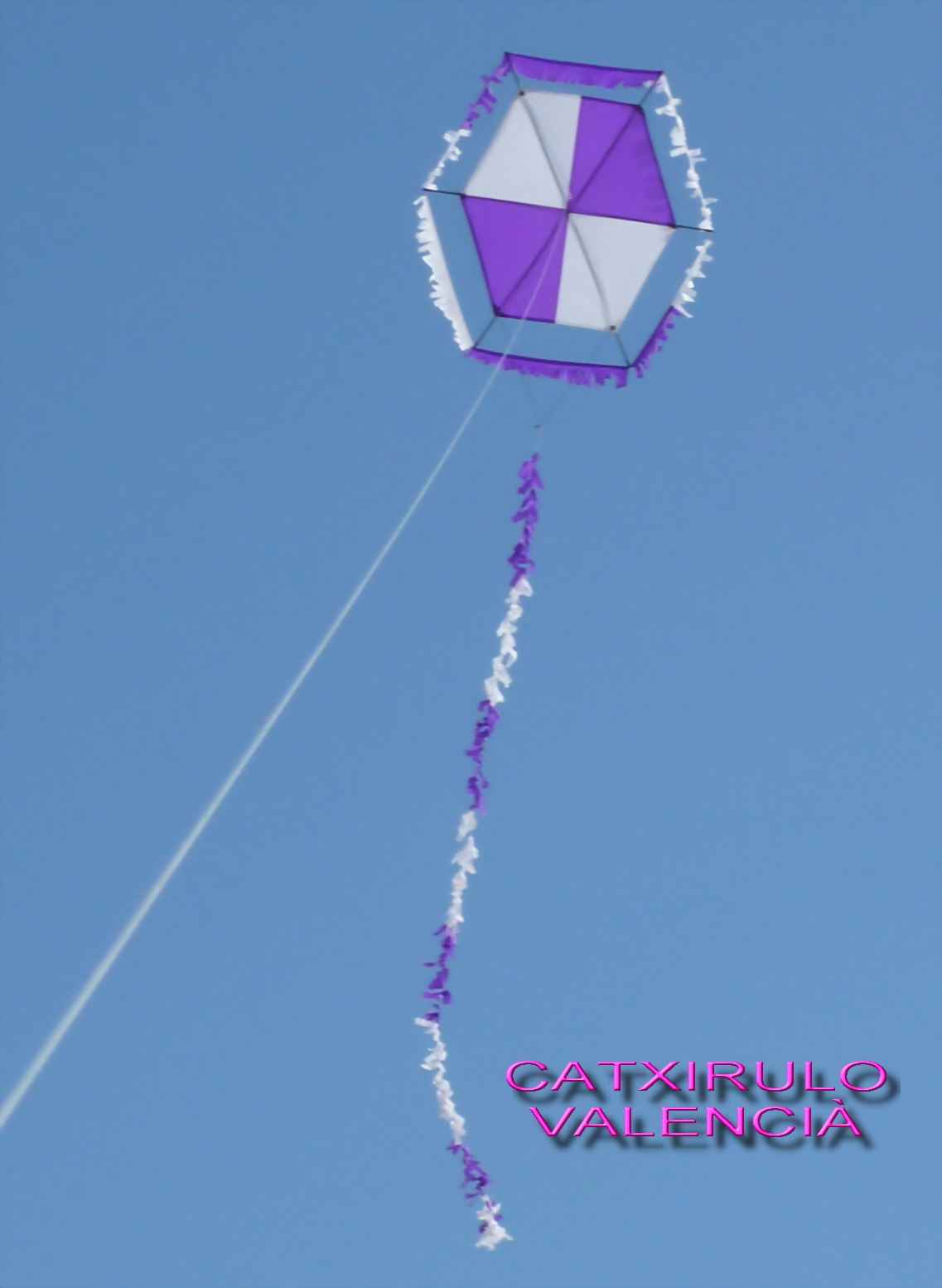
Шестиугольный плоский змей
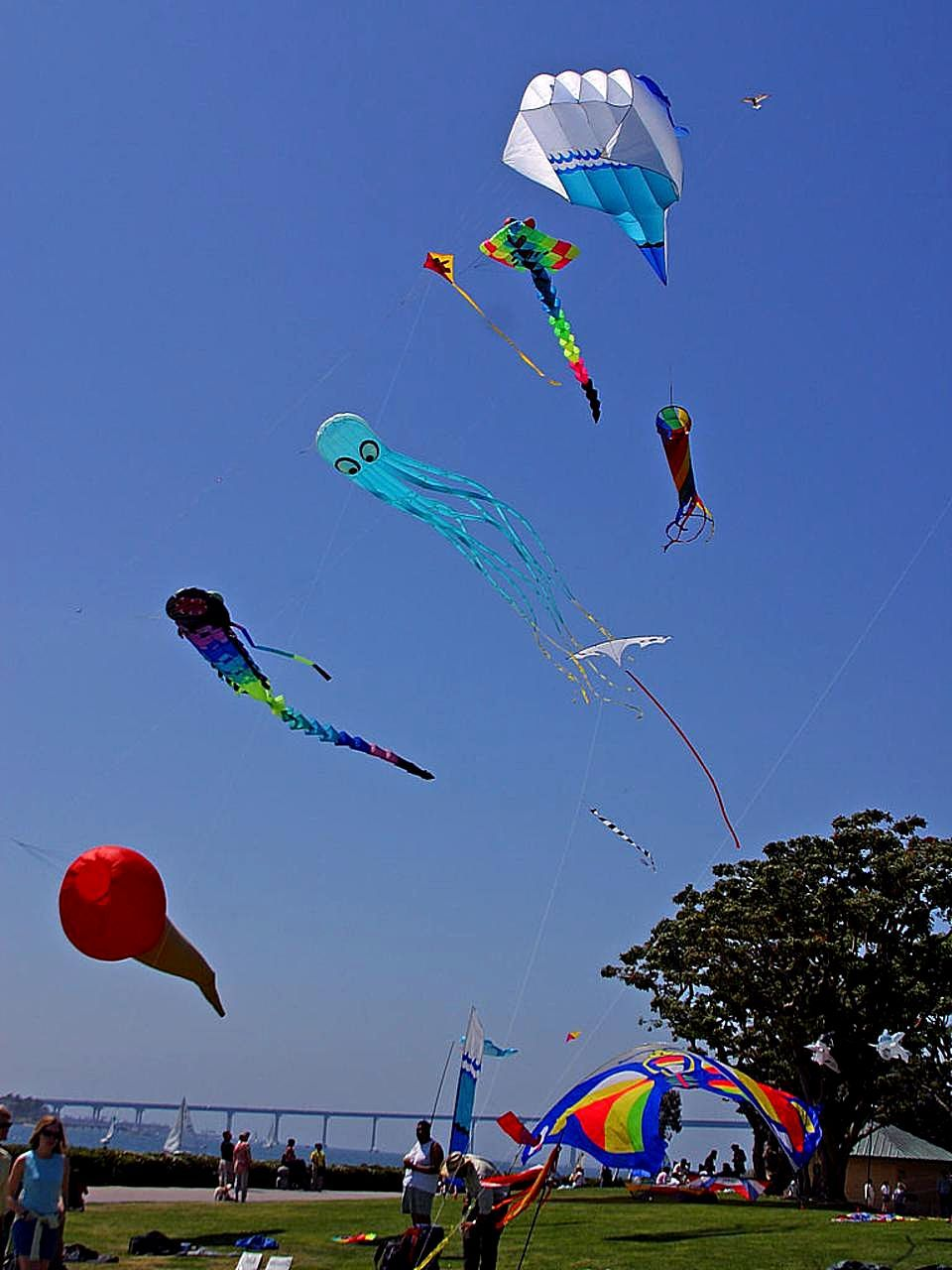
Запуск различных воздушных змеев
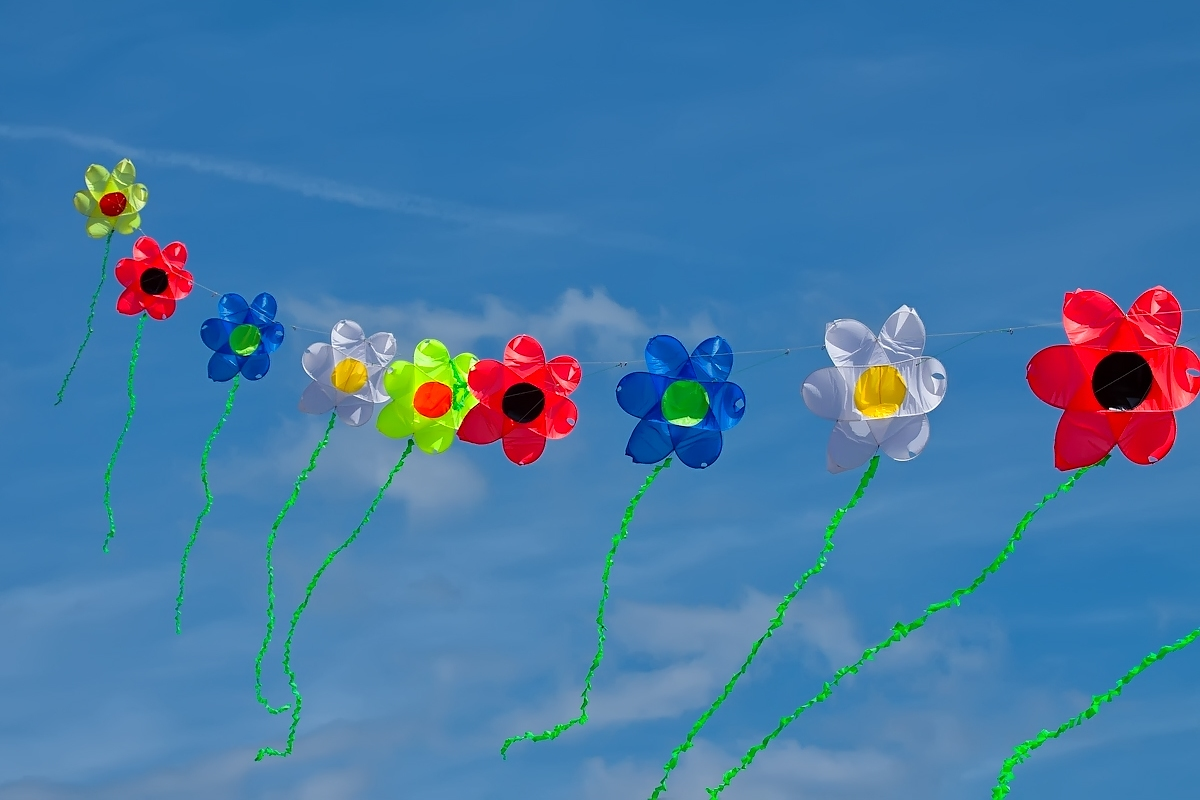
Змейковый поезд из плоских змеев
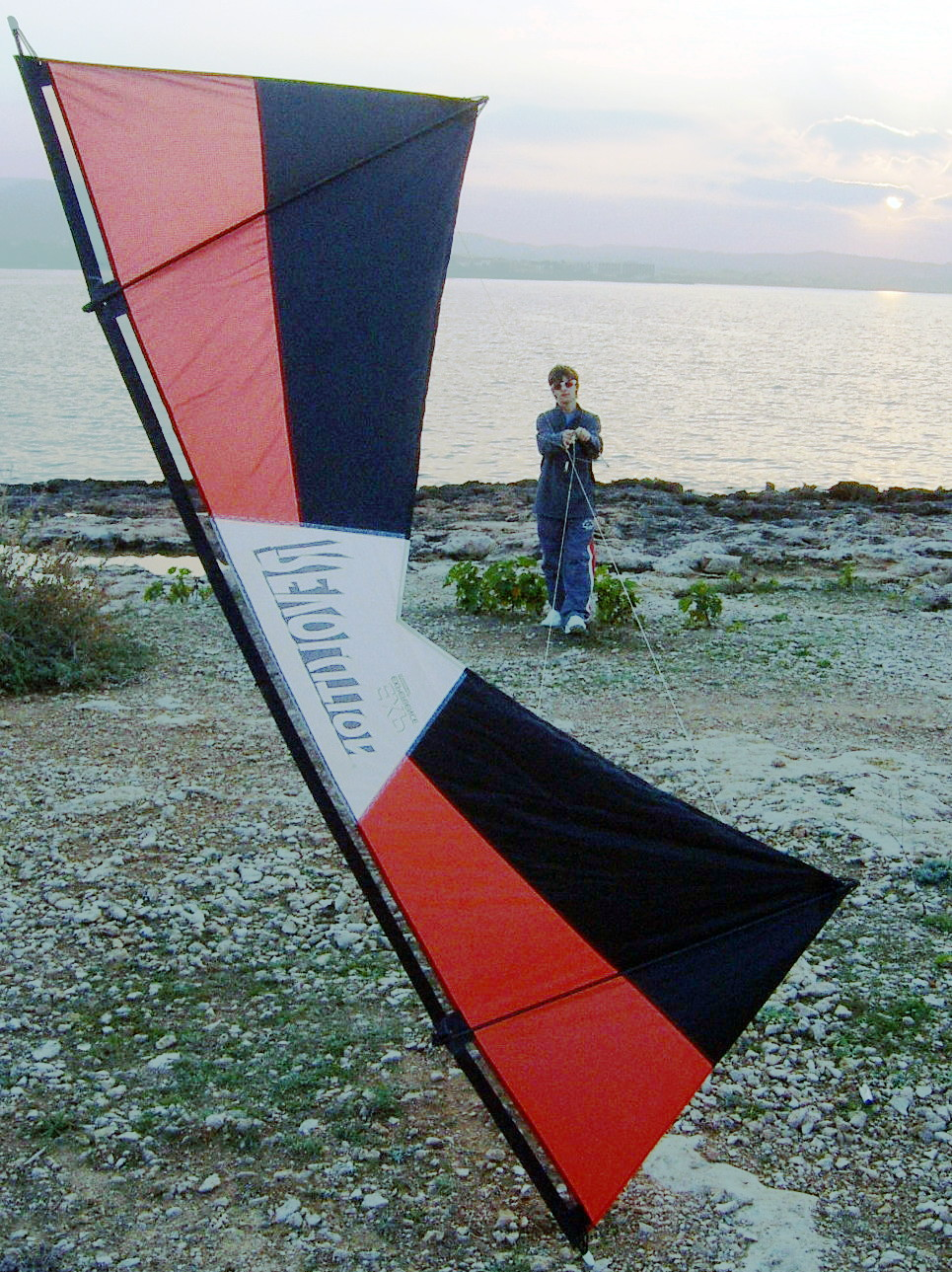
Четырёхстропный спортивный змей
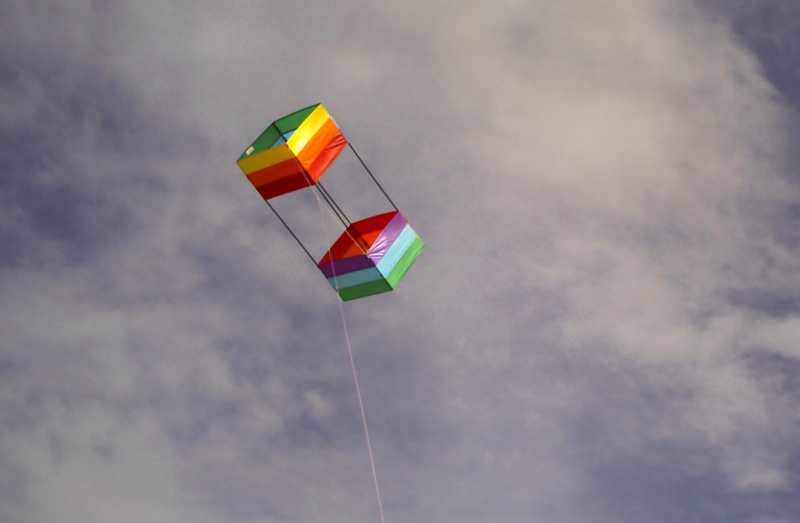
Коробчатый змей

### Бескаркасные
Бескаркасные воздушные змеи не имеют в своей конструкции жёстких частей, полностью выполнены из воздухонепроницаемой ткани. Форма змея поддерживается набегающим потоком воздуха (по принципу парафойла: см.ниже) или предварительной накачкой воздуха в герметичные полости змея.

#### Кайт
Кайт (англ. kite «воздушный змей») — большой управляемый воздушный змей (примерная площадь 4—12 м²), предназначенный для передвижения человека по поверхности воды или по снегу (буксировочный кайт). Также, кайтом называют и его уменьшенную версию, предназначенную для обучения управлению кайтом (пилотажный кайт, примерная площадь 1—3 м²). Основные виды кайтов по конструкции: парафойл и надувные.

#### Парафойл
Парафойл  (англ. parafoil от foil «плёнка») — воздушный змей с замкнутым внутренним пространством и воздухозаборным отверстием, обращённым в сторону ветра. Проникая в воздухозаборник, поток воздуха создаёт внутри змея избыточное давление, которое расправляет оболочку змея и придаёт ей заданную форму. Бывает одностропным (неуправляемый, декоративный змей), дву- и четырёхстропным (кайт-парафойл).

#### Флоуформ
Флоуформ (англ. flowform от flow «протекать») — неуправляемый одностропный змей, в котором поток воздуха проходит через всё его внутреннее пространство и выходит через отверстия в задней части и в нижней поверхности крыла змея. Благодаря своему стабильному полёту, флоуформ (а также плоский шестиугольный змей роккаку) хорошо подходит для авиасъёмки: поднятия фотокамеры на леере (см. Kite aerial photography (англ.)). Примерная площадь флоуформов 1,5—4 м².

кайт — типичный представитель змеев конструкции парафойл
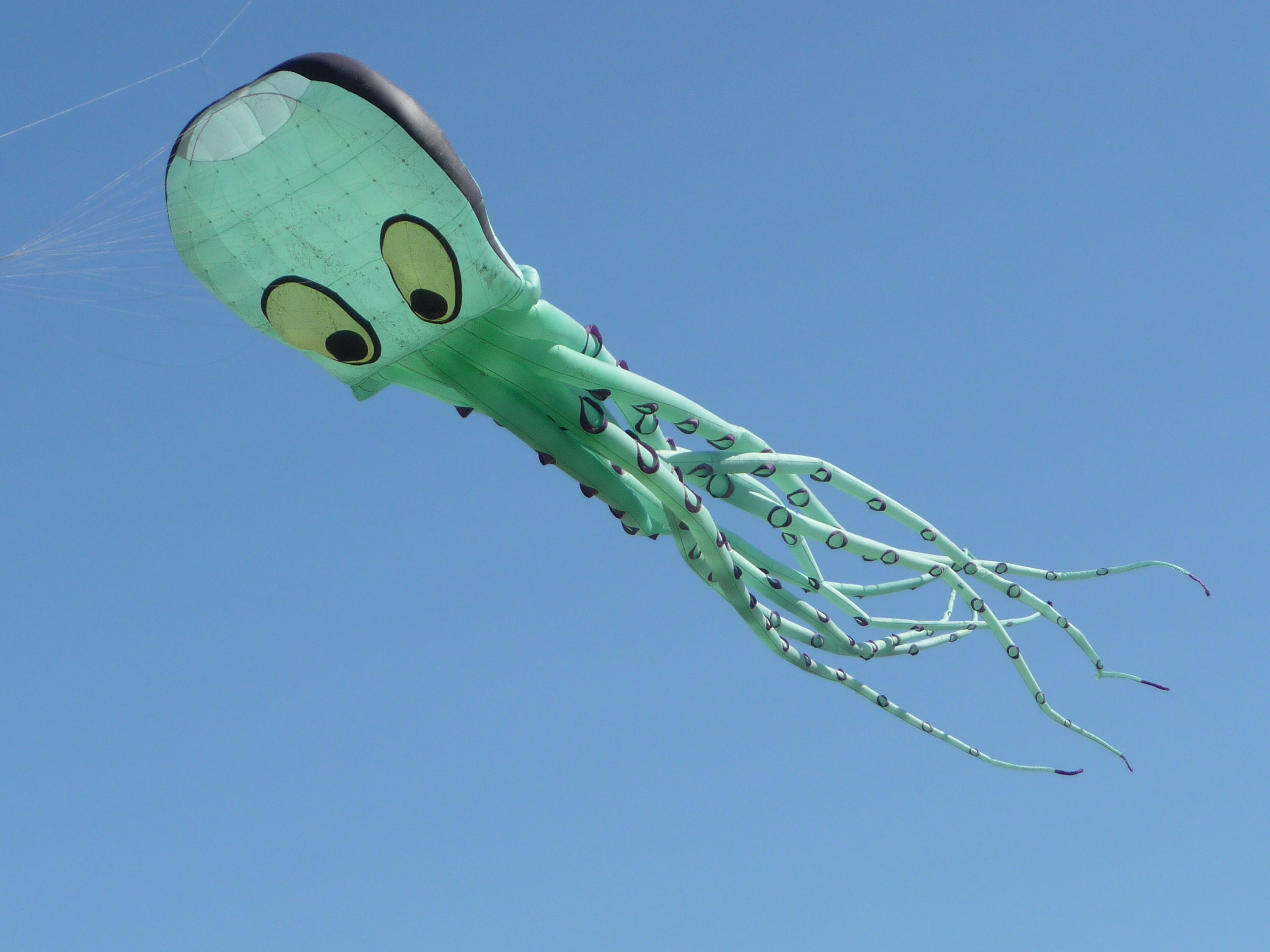
декоративный змей-парафойл; слева виден воздухозаборник
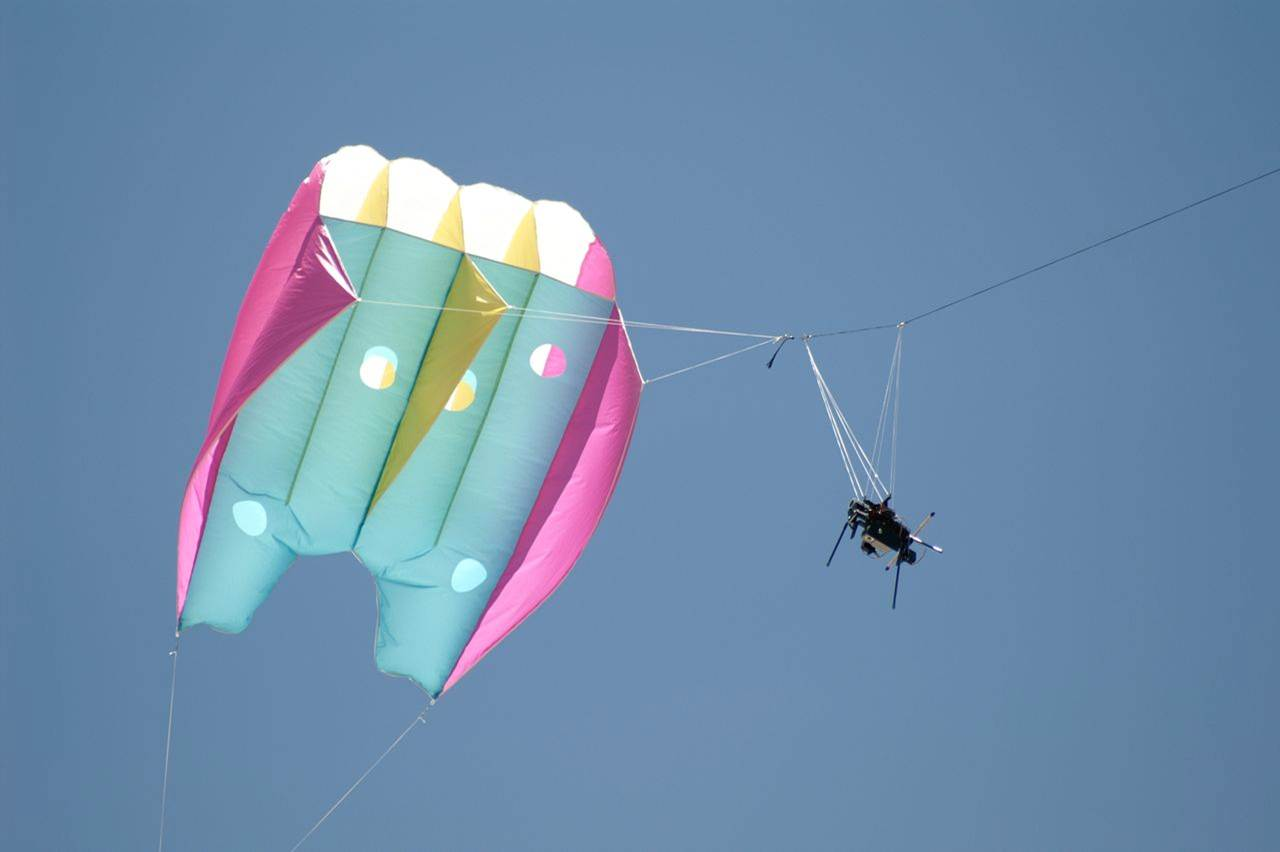
змей-флоуформ с подвешенной за леер фотокамерой
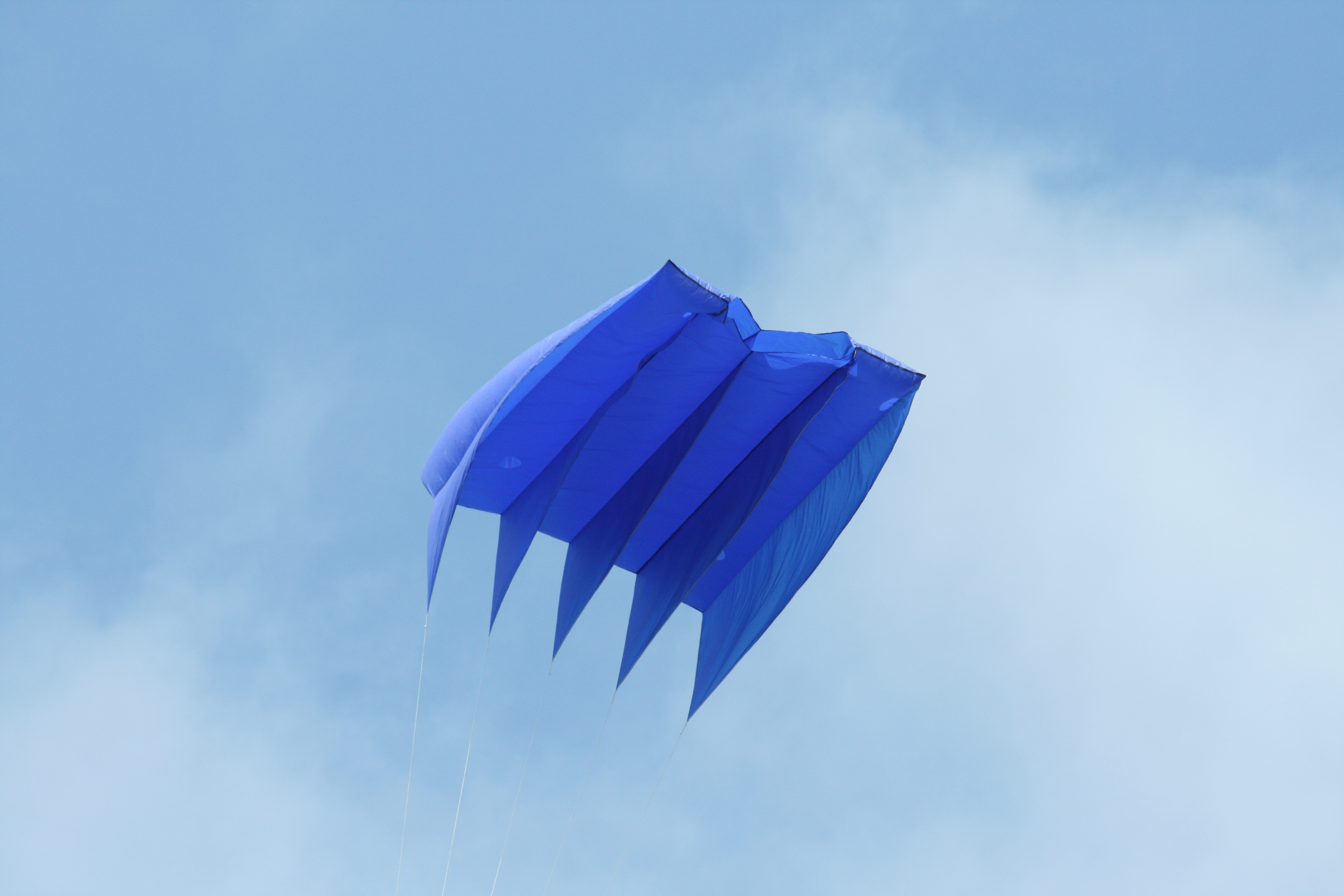
змей-флоуформ; справа видны выпускные отверстия

## Подъёмная сила

P — подъёмная сила, Q — лобовое сопротивление, R — равнодействующая сил P и Q, α — угол атаки

Подъёмная сила — сила, с которой воздушный змей тянет вертикально вверх. Подъёмная сила зависит от площади поверхности крыла змея, скорости ветра, плотности воздуха и угла атаки поверхности змея по отношению к направлению ветра. Вычисляется по формуле {\displaystyle m=0,04*V^{2}*S}, где m — подъёмная сила (кгс), 0,04 — рассчитанное произведение коэффициента 0,32 (при угле атаки 10—15°) на массовую плотность воздуха 0,125 кгс*с2/м4, V — скорость ветра (м/с), S — площадь змея (м²). Полезная подъёмная сила составляет подъёмную силу с вычетом массы самого змея и леера. Существует таблица с готовыми расчётами подъёмной силы, необходимо только умножить значение кгс/м² на площадь запускаемого змея.
| Скорость ветра, м/с    | 1    | 2    | 3   | 4   | 5   | 6   | 7   | 8   | 9   | 10  | 11  | 12  | 13  | 14  | 15 | 16   | 17   | 18 | 19   | 20 |
| Подъёмная сила, кгс/м² | 0,04 | 0,16 | 0,4 | 0,6 | 1,0 | 1,4 | 2,0 | 2,5 | 3,2 | 4,0 | 4,8 | 5,8 | 6,8 | 7,8 | 9  | 10,2 | 11,6 | 13 | 14,4 | 16 |

Из таблицы видно, что при усилении скорости ветра в 2 раза, подъёмная сила увеличивается в 4 раза, то есть зависимость квадратичная.
С помощью вышеприведённой формулы можно вычислить минимальную скорость ветра, необходимую для подъёма змея: {\displaystyle V=5{\sqrt {m/S}}}. Пример: рассчитать скорость ветра для подъёма змея площадью 2 м², весящего вместе с леером 1 кг. {\displaystyle V=5{\sqrt {1/2}}}. Ответ: 3,5 м/с.
При определённых условиях, ветер кратковременно может дуть в крыло змея под прямым углом (угол атаки 90°), поэтому значения подъёмной силы будут больше примерно в 2 раза приведённых данных.
Скорость ветра на высоте
Дополнительно необходимо учитывать, что с возрастанием высоты увеличивается и скорость ветра. Скорость ветра на заданной высоте вычисляется по формуле {\displaystyle V_{2}=V_{1}*(h_{2}/h_{1})^{\alpha }}, где V2 — скорость ветра (м/с) на заданной высоте h2 (м), V1 — измеренная скорость ветра на высоте h1, α — коэффициент, зависящий от типа местности, где производились замеры скорости ветра. Определение коэффициента α:
- Ровная твёрдая и плоская поверхность земли (водная гладь) — 0,1.
- Ровное поле с невысокими кустарниками — 0,2.
- В районе с деревьями, холмами, зданиями — 0,3.
- Недалеко от деревьев, холмов, зданий — 0,4.
- Рядом с деревьями и зданиями — 0,5.
- Среди высоких деревьев и зданий — 0,6.

Пример расчёта: необходимо узнать скорость ветра (V2) на высоте 100 м (h2). Измерение скорости ветра производилось анемометром на расстоянии вытянутой руки над головой (высота примерно 2 м (h1)), она составила 5 м/с (V1). Замер происходил в районе с деревьями, холмами и зданиями (коэффициент α = 0,3). Вычисление: {\displaystyle V_{2}=5*(100/2)^{0,3}}. Ответ: скорость ветра на высоте 100 м составит 16 м/с.

## Леер
Леер (стропа, фал) змея должен выдерживать прилагаемую на него нагрузку на разрыв, при этом быть достаточно тонким для уменьшения собственной парусности, и лёгким для облегчения подъёма змея. Также леер должен быть устойчив к перекручиванию и истиранию.
Нагрузка на леер определяется равнодействующей силой, состоящей из силы лобового сопротивления и подъёмной силы.
Факторы ослабления прочности леера:
- Перегибы леера и завязывание его в узел (снижение до 30—50 % прочности).
- Воздействие ультрафиолетового излучения солнца.
- Механическое истирание.
- Хранение леера в натянутом состоянии.

С главной подкупольной стропой змея леер соединяется при помощи коровьего узла. При этом, на конце стропы завязан простой узел, при затягивании коровий узел леера упирается в простой узел стропы.

## В искусстве
- «Притча о бумажном змее» — киносценарий Тонино Гуэрры и Микеланджело Антониони, фильм по которому во второй половине 1970-х годов предполагалось снять на территории СССР (замысел остался неосуществлённым).
- Золотой воздушный змей (значения)

| - В живописи - Воздушный змей Франсиско Гойя. 1777—1778 - Два крестьянских мальчика со змеем Венецианов А.Г. 1820-е |